# Гусейнов, Магеррам Вахид оглы
Магеррам Вахид оглы Гусейнов (азерб. Hüseynov Məhərrəm Vahid oğlu; 5 июля 1992, Гянджа, Азербайджан) — азербайджанский футболист. Выступает на позиции защитника. Защищает цвета команды азербайджанской премьер-лиги — ФК «Кяпаз» Гянджа.

## Клубная карьера

### Чемпионат
Является воспитанником гянджинской школы футбола, в составе представителя которого — ФК «Кяпаз», начинал свои выступления в 2010 году. Проведя в составе гянджинцев три сезона, в 2013 году переходит в состав другого провинциального клуба — ФК «Симург» Закатала. Летом 2015 года, после селекционных сборов проведенных в Гяндже, наряду с Туралом Рзаевым и Зиябилом Мамедовым, попадает в число трех футболистов, которые привлекаются в основной состав «Кяпаза».

### Кубок
Провел в Кубке Азербайджана четыре игры:
| № | Дата            | Раунд                      | Клуб            | Соперник  | Лига            | Итог  |
| - | --------------- | -------------------------- | --------------- | --------- | --------------- | ----- |
| 1 | 22 октября 2012 | Первый раунд — 1/16 финала | «Гала»          | «Кяпаз»   | Первый Дивизион | 2 : 4 |
| 2 | 28 ноября 2012  | Второй раунд — 1/8 финала  | «Кяпаз»         | «Карабах» | Премьер-лига    | 0 : 2 |
| 3 | 4 декабря 2013  | Второй раунд — 1/8 финала  | «Араз-Нахчыван» | «Симург»  | Первый Дивизион | 2 : 2 |
| 4 | 3 декабря 2014  | Второй раунд — 1/8 финала  | «Симург»        | «Ряван»   | Премьер-лига    | 6 : 0 |

## Достижения
- 2010 — победитель Первого Дивизиона в составе ФК «Кяпаз».